# 比伯斯巴赫河
50°2′17.20″N 12°1′42.24″E / 50.0381111°N 12.0284000°E
比伯斯巴赫河（德語：Bibersbach），是德國的河流，位於該國東南部，由巴伐利亞負責管轄，屬於勒斯勞河的左支流，流經文西德爾縣，河道全長10.4公里，流域面積28.8平方公里。